# Duncan Macmillan
Charles Duncan Macmillan (ur. 1 czerwca 1890 w Nottingham, zm. 15 września 1963 w Perth) – brytyjski lekkoatleta specjalizujący się w biegach sprinterskich, uczestnik igrzysk olimpijskich.
Był reprezentantem Uniwersytetu Cambridge. W 1911 roku wygrał mecz uniwersytecki na dystansie 100 jardów, zaś w 1912 roku – na dystansach 100 i 440 jardów. Podczas Festiwalu Imperium, który to był pierwowzorem da późniejszych Igrzysk Wspólnoty Narodów, Macmillan zajął drugie miejsce na dystansie 220 jardów.
Na igrzyskach w Sztokholmie wystartował w dwóch konkurencjach. W biegu na 100 metrów zajął, z nieznanym czasem, miejsca 3-5 w swoim biegu eliminacyjnym i odpadł z dalszej rywalizacji. W biegu na 200 metrów Macmillan z nieznanym czasem awansował do półfinału, lecz spowolniony uszkodzonym ścięgnem zajął w swoim biegu miejsca 5-6.
W 1912 roku zrezygnował ze studiów. W czasie I wojny światowej służył w British Army w stopniu porucznika. Po wojnie osiadł w Australii, gdzie pracował dla Federalnego departamentu adwokatury generalnej w Perth.
Rekordy życiowe: 
- Bieg na 100 jardów – 10,0 (1911)
- Bieg na 200 metrów – 23,0 (1912)
- Bieg na 440 jardów - 49,4 (1912)